# Миколай Казімеж Коссаковський
Миколай Казімеж Коссаковський (пол. Mikołaj Kazimierz Kossakowski) гербу Сліповрон (помер у 1661 р.) — підсудок Брацлавського воєводства вже у 1645 р.
Син Яна та Лібішовської. Одружений з Тетяною Чижевською та Софією Чуриловною. З першою дружиною він мав доньку Кристину Констанцію, а з другою — сина Миколая.
Депутат сейму 1645 року та сейму 1646 року.
Курфюрст Яна II Казимира.
Депутат Брацлавського сеймику до сейму 1649/1650 р.р., сейму 1650 р., звичайного сейму 1652 р.